# Comté de McMullen
Le comté de McMullen, en anglais : McMullen County, est un comté situé au sud de l'État du Texas aux États-Unis. Fondé le 1er février 1858, son siège est la census-designated place de Tilden. Selon le recensement des États-Unis de 2020, sa population est de 600 habitants. Le comté a une superficie de 2 996 km2, dont 2 951,1 km2 en surfaces terrestres. Le comté est nommé en référence à John McMullen, un colon.

## Organisation du comté
Le comté de McMullen est créé le 1er février 1858, à partir des terres du comté de Bexar. Après plusieurs réorganisations foncières, il est définitivement organisé et autonome, en 1877.
Le comté est baptisé en l'honneur de John McMullen, un colon et empresario irlandais,.

## Géographie
Le comté de McMullen est situé au sud de l'État du Texas, aux États-Unis,. La plus grande partie du comté est drainée par le Rio Nueces, un  fleuve qui traverse le comté, de l'angle sud-ouest en direction de l'est. La moitié nord du comté de McMullen est parcourue par la rivière Frio, qui se jette dans le réservoir de Choke Canyon (en) au nord-est du comté.
Il a une superficie totale de 2 996 km2, composée de 2 951,1 km2 de terres et de 44,9 km2 de zones aquatiques.

## Comtés adjacents
| Comté de Frio     | Comté d'Atascosa  |                   |
| Comté de La Salle | comté de McMullen | Comté de Live Oak |
| Comté de Webb     | Comté de Duval    |                   |

## Démographie
Lors du recensement de 2010, le comté comptait une population de 707 habitants. En 2017, la population est estimée à 778 habitants,.

Pyramide des âges du comté de McMullen (2000).